# Pinocchio Robotul
Pinocchio Robotul (Pinocchio 3000) este un film de animație produs de studiourile de animație CinéGroupe și distribuit de Christal Films.